# Grand Prix Jef Scherens 1974
La 10e édition du Grand Prix Jef Scherens a eu lieu le 15 septembre 1974. Elle a été remportée par le Belge Freddy Maertens.

## Classement final
Freddy Maertens remporte la course en parcourant les 198 km en 5 h 2 min 0 s à la vitesse moyenne de 39,337 km/h.
| Classement final | Classement final      | Classement final | Classement final               | Classement final |
|                  | Coureur               | Pays             | Équipe                         | Temps            |
| ---------------- | --------------------- | ---------------- | ------------------------------ | ---------------- |
| 1er              | Freddy Maertens       | Belgique         | Carpenter-Confortluxe-Flandria | en 5 h 2 min 0 s |
| 2e               | Rik Van Linden        | Belgique         | Ijsboerke-Colner               |                  |
| 3e               | Frans Verbeeck        | Belgique         | Watney-Maes                    |                  |
| 4e               | Walter Planckaert     | Belgique         | Watney-Maes                    |                  |
| 5e               | Roger Loysch          | Belgique         | M.i.c.-De Gribaldy-Ludo        |                  |
| 6e               | Jean-Pierre Berckmans | Belgique         | Molteni                        |                  |
| 7e               | Ludo Van Der Linden   | Belgique         | Ijsboerke-Colner               |                  |
| 8e               | Victor Van Schil      | Belgique         | Molteni                        |                  |
| 9e               | Marc Demeyer          | Belgique         | Carpenter-Confortluxe-Flandria |                  |
| 10e              | Rafael Constant       | Belgique         | M.i.c.-De Gribaldy-Ludo        |                  |
| modifier         |                       |                  |                                |                  |